# Egzamin powszedni
Egzamin powszedni (ang.: low-stakes) – egzamin, w którym znaczenie komentarza dydaktycznego jest większe niż znaczenie informacji o wyniku kształcenia.
Przykładem egzaminu powszedniego może być przeprowadzany do 2016 r. włącznie sprawdzian po szkole podstawowej.